# Saint-Pierre-de-Maillé
Saint-Pierre-de-Maillé ist eine französische Gemeinde mit 852 Einwohnern (Stand: 1. Januar 2022) im Département Vienne in der Region Nouvelle-Aquitaine; sie gehört zum Arrondissement Montmorillon und zum Kanton Montmorillon. Die Einwohner werden Maillois genannt.

## Geografie
Saint-Pierre-de-Maillé liegt etwa 47 Kilometer ostnordöstlich von Poitiers an der Gartempe. Umgeben wird Saint-Pierre-de-Maillé von den Nachbargemeinden Vicq-sur-Gartempe im Norden, Angles-sur-l’Anglin im Norden und Nordosten, Mérigny im Osten und Südosten, Nalliers im Süden und Südosten, La Bussière im Süden, La Puye im Südwesten, Archigny im Westen sowie Pleumartin im Nordwesten.

## Bevölkerungsentwicklung
| Jahr                       | 1962 | 1968 | 1975 | 1982 | 1990 | 1999 | 2006 | 2018 |
| Einwohner                  | 1385 | 1284 | 1092 | 1011 | 959  | 915  | 920  | 880  |
| Quellen: Cassini und INSEE |      |      |      |      |      |      |      |      |

## Sehenswürdigkeiten
- Kirche Saint-Pierre, 1651 wieder errichtet
- Burg Jutreau aus dem 13. Jahrhundert, seit 1935 Monument historique
- Schloss Puygirault aus dem 15. Jahrhundert
- Schloss La Roche-à-Guet aus dem 15. Jahrhundert
- Schloss La Guittière, ursprünglich aus dem 13. Jahrhundert, Umbauten aus dem 15., 16. und 19. Jahrhundert
- Destillerie aus dem Jahre 1942

## Persönlichkeiten
- André-Hubert Fournet (1752–1834), Heiliger der römisch-katholischen Kirche, Priester, Gründer der Kongregation der Kreuztöchter vom heiligen Andreas
- Louis-Désiré Maigret (1804–1882), Missionar, Apostolischer Vikar der Sandwich-Inseln
- Marie Besnard (1896–1980), Angeklagte in mehreren Mordprozessen